# Groupement communiste libertaire

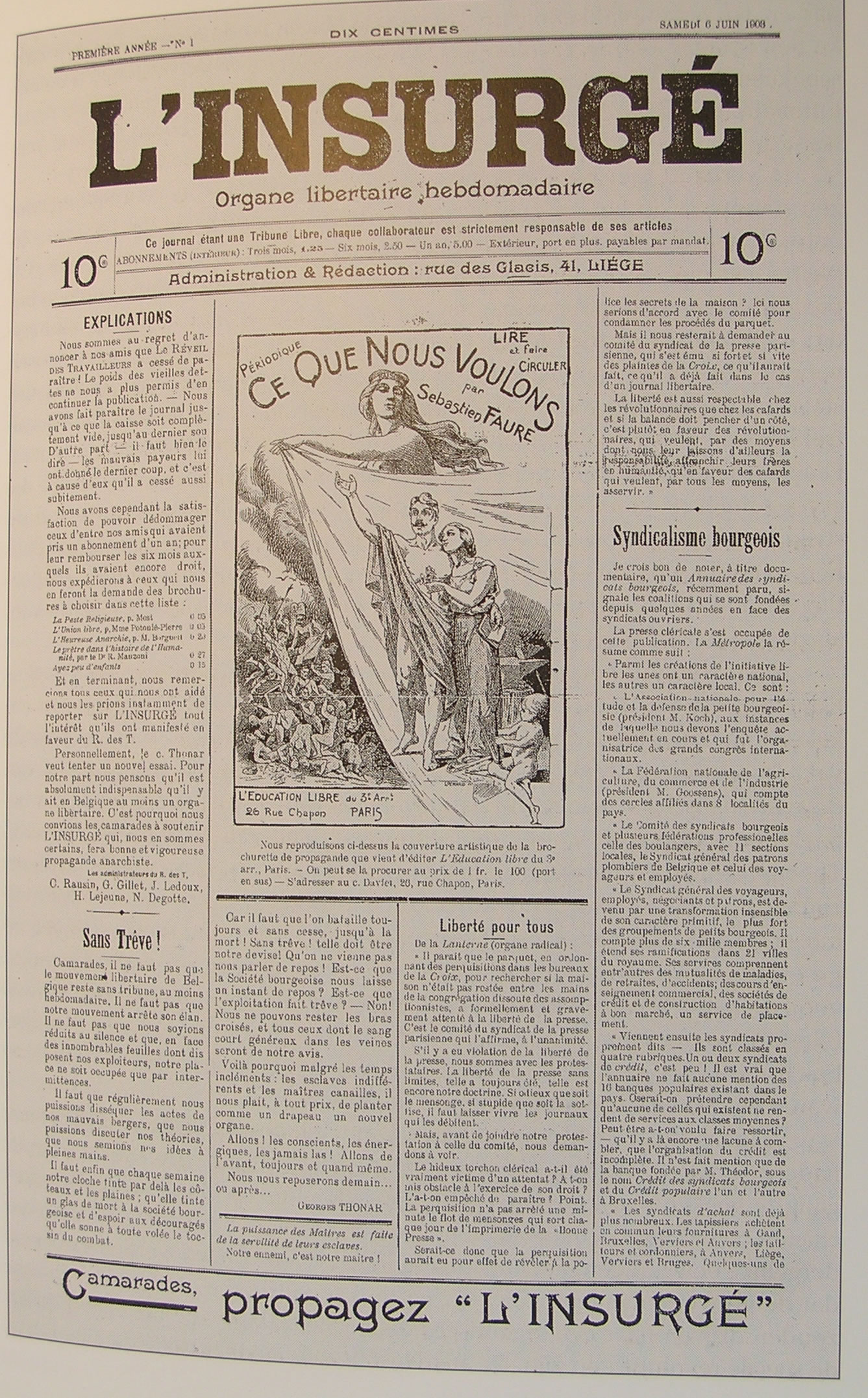
L’Insurgé, 6 juin 1903.

Le Groupement communiste libertaire étais une organisation anarchiste belge fondée le 25 juillet 1905 et disparue en août 1907.
Son but est de propager les idées du communisme libertaire par le biais de meeting, la création de Cercles d'Études, et la publication de journaux et d'ouvrages de propagande. Son objectif principal est de structurer un mouvement divisé en de nombreuses tendances et de créer les moyens nécessaires au développement de la presse libertaire. Georges Thonar en a été le secrétaire général.

## Fondation
Le Groupement communiste libertaire est fondé le 25 juillet 1905, par une trentaine de militants, en vue de donner une organisation au mouvement anarchiste. C'est avant tout l’œuvre de Georges Thonar, qui depuis longtemps, veut structurer le mouvement afin de mener une action commune et une propagande soutenue. Jusque-là, l’individualisme et la crainte de l’autoritarisme avait toujours poussé les anarchistes à refuser toute forme d’organisation. Georges Thonar, par ailleurs éditeur du journal L’Insurgé veut faire face aux nombreuses crises financières qui affaiblissent la presse anarchiste. Le GCL prend en charge la gestion du journal.

## Organisation
Le 15 octobre se tient à Liège un congrès chargé d’étudier deux questions : la fondation d’une colonie libertaire et l’attitude à adopter en cas de guerre. Lors de ce congrès, Thonar précise que le groupe s’adresse aux militants convaincus de la nécessité de renforcer l’organisation de la propagande et la solidarité, le groupe est donc relativement fermé. Le GCL adopte une déclaration dans laquelle il précise que son but est de propager les théories communistes libertaires définies par la Déclaration de principes adoptée au congrès de Charleroi de 1904 : les nouveaux membres ne seront admis au sein de l'organisation qu’à l’unanimité des voix, et non au sein des sections ; les adhérents devront payer une cotisation mensuelle de 50 centimes, somme relativement forte pour une organisation ouvrière et prévoient la radiation des membres en cas de non-paiement ; les sectionnaires devront se réunir tous les mois dans la mesure du possible, mais au moins une fois par an et toutes les fois que la situation l’exige. En outre, Georges Thonar suggère que les groupes organisent des cercles d’études, comme il en était prévu dans les résolutions du congrès de 1904 ; ces cercles d’études devant servir non seulement à la propagande mais également au recrutement de nouveaux adhérents,.

## Développement

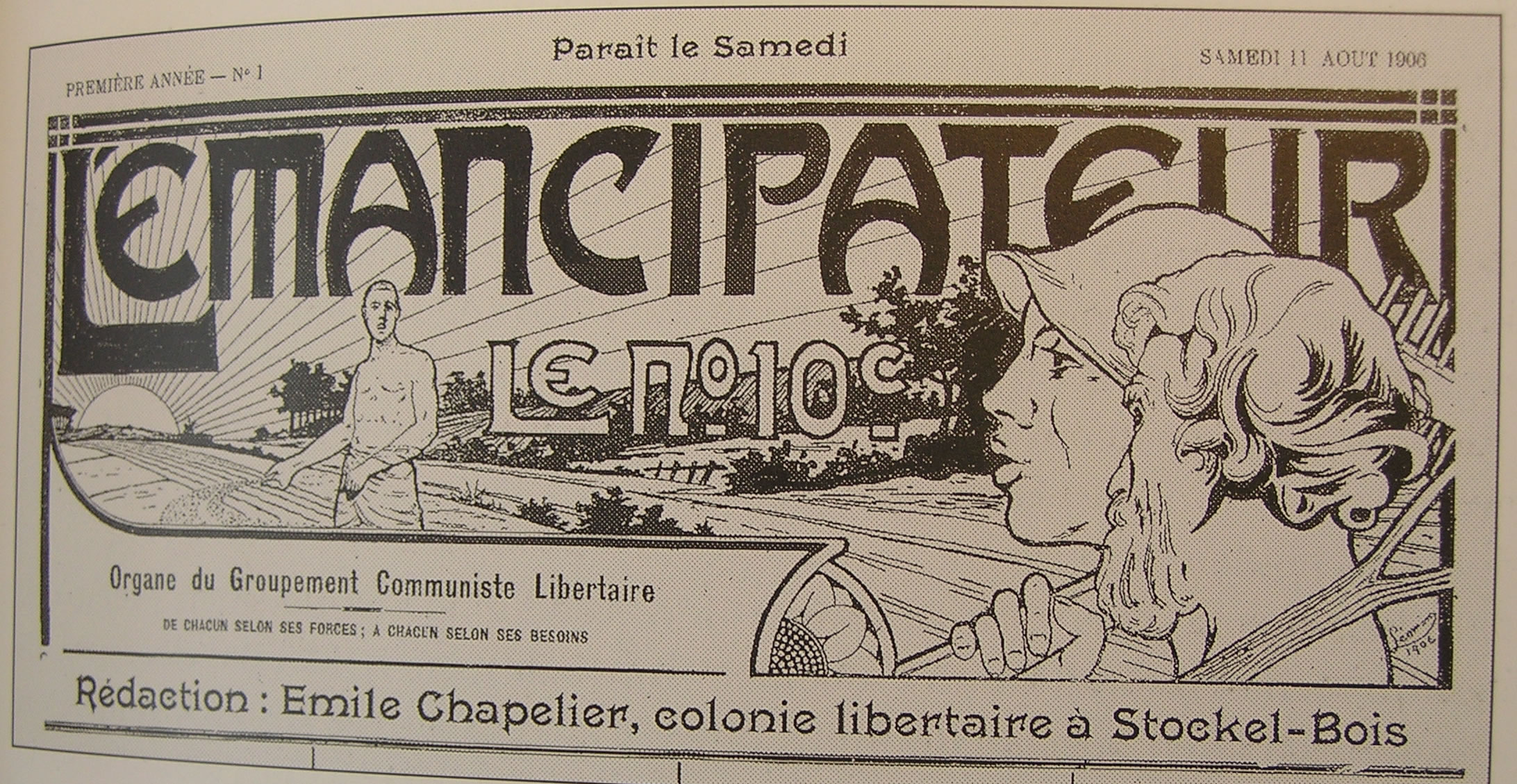
L’Émancipateur, 11 août 1906, « Organe du Groupement communiste libertaire » publié par la communauté libertaire L’Expérience à Stockel.

Au mois de juillet 1905, la communauté libertaire L'Expérience est créée par Émile Chapelier et devient la section de Stockel du Groupement communiste libertaire.
Début 1906, les premiers résultats sont assez encourageants : le nombre de membres et de sections ne cesse d’augmenter. Le GCL a réussi à assurer la survie de L’Insurgé et a organisé des meetings, des cercles d’études, ainsi que la publication d’ouvrages de propagande. Le groupe renforce sa structure notamment en ce qui concerne les conditions d’admission de nouveaux membres, et ce afin d’éviter l’infiltration policière, les sections ont désormais un responsable,.
Le GCL compte maintenant une centaine de militants répartis en une quinzaine de sections. Outre la section de Stockel, celle de Court-Saint-Étienne, avec Prosper Boesman, celle de Flémalle avec le syndicaliste Camille Mattard, de Charleroi avec le syndicaliste Léon Walter mais aussi à Liège, Bruxelles, Seraing, Fléron, Verviers, Namur, Courcelles, Couvin, et en région flamande à Gand, Anvers et Malines.
Le journal L'Insurgé, que Thonar a lancé en 1903 avec l'équipe du défunt Réveil des Travailleurs, devient L’Émancipateur, « Organe du Groupement communiste libertaire » et est publié à L'Expérience,,. Georges Thonar en est l'administrateur et l'imprimeur. Le journal cesse de paraître en décembre 1906 après 13 numéros. Le journal Le Communiste lui succède en juin 1907. Épigraphe : De chacun selon ses forces; à chacun selon ses besoins.
Dans le cadre de sa campagne contre la guerre, le GCL développe une intense propagande antimilitariste et organise l'accueil de nombreux déserteurs.

## Dissolution
Cependant, le GCL ne soulage pas les difficultés financières de la presse anarchiste, ce qui était un de ses objectifs premiers et L’Émancipateur, avec ses 300 abonnés, n'équilibre pas ses comptes. De plus une polémique éclate dans les colonnes du journal à propos de la colonie L'Expérience, qui provoque le départ d'Émile Chapelier.
Les contacts s'espacent entre les différentes sections et le secrétaire général Georges Thonar qui perd le contact avec sa base. Finalement, les sections reprochent au groupement sa tendance centralisatrice et décident sa dissolution lors de la dernière assemblée générale en août 1907. Il est toutefois décidé de maintenir un réseau tissé par les relations fraternelles nouées entre les membres lors des meetings et que l'action doit de développer dans une nouvelle direction : le syndicalisme révolutionnaire,.
Cette dissolution du GCL représente un échec personnel pour Georges Thonar, car elle a lieu quelques semaines avant le Congrès anarchiste international d'Amsterdam organisé dans le but de créer une fédération anarchiste internationale. Le Groupement communiste libertaire y participe cependant en tant que tel et intervient, notamment, dans le débat sur l’organisation.
À la fin 1907, Georges Thonar tente de réactiver le mouvement croyant qu'« un esprit nouveau règne chez les camarades » et que les anarchistes étaient maintenant disposés à rompre avec « l'isolement dogmatique et stérile ». Il reprend, en octobre 1907, la publication de L'Insurgé et avec la section de Court-St-Étienne, qui n'a pas cessé ses fonctions, il veut relancer le GCL. Mais certaines sections lui reprochent d’écarter ceux qui n’ont pas les mêmes idées que lui et jugent qu’une fédération anarchiste ne peut être créée du centre et à l’initiative d’une seule personne. Parmi eux, Henri Fuss qui estime « intolérable qu’un camarade isolé [...] s’approprie un titre qui laisse supposer une organisation nationale et qu’il s’arroge ainsi en quelque sorte le monopole de l’anarchisme organisé en Belgique [...] il n’y aura jamais d’autres organisations générales des anarchistes belges que celle qui résultera de la libre fédération de groupes locaux et régionaux ».
En juillet 1908, à l'appel du Groupe révolutionnaire de Bruxelles, en grande partie issu de la colonie L'Expérience, une Fédération anarchiste se constitue fondée sur « la libre adhésion des groupes, sans statuts, sans règlement et sans comité ». Elle publie le journal Le Révolté,,.

## Notices
- René Bianco, 100 ans de presse anarchiste : notice.
- L'Éphéméride anarchiste : notice.